# カワサキ・Z1000R
カワサキ・Z1000R（ゼットせんアール）とは、川崎重工業が1982年から1983年に製造販売したオートバイである。市場ではKZ1000RとZ1000Rの2通りの表記があるが、KZは北米仕様で、Zはそれ以外の仕様である。

## 概要
Z1000R1は、KZ1000 (J1) を駆るエディ・ローソンが、1981年度「AMAスーパーバイク」シリーズのシリーズチャンピオンを獲得したことを記念して1982年に発売された。企画を出したのは USカワサキで、カワサキ本社が生産を行った。
ベースとなった車種は、優勝車両と同じくZ1000Jで、すでに発売されていた Z1100GP (B2) と同じ外装（大容量の角型タンクとビキニカウル）を装備し、色はカワサキのチームカラーであるライムグリーンとされた。
さらにフロントブレーキディスクの大径化、サスペンションセッティングの変更、エンジンカバーの黒塗装、専用の段付きシート、専用セッティングのキャブレターが採用された。
北米、ヨーロッパ、オセアニア向けに出荷されたが、北米仕様のみタンク上面にはエディ・ローソンのサインの入ったAMAスーパーバイクチャンピオンシップシリーズチャンピオンのステッカーが貼られ、排気管にはKERKER社製の“4 in 1”メガフォンタイプマフラーが採用された。
エンジンの出力特性などはベースモデルのKZ1000J2から変更はない。
エディ・ローソンが1982年度もシリーズチャンピオンとなったことを受けて、再びカワサキ本社は記念モデルとしてKZ1000R2を1983年に発売した。KZ1000J3をベース車両とし、北米仕様のKZ1000R2のステッカーにはエディ・ローソンの名は入らず「SUPERBIKE CHAMPION」とだけ記載されている。これは、KZ1000R2発売時にすでにエディ・ローソンはカワサキからヤマハに移籍したためであり、「スーパーバイクレプリカ」という名前で販売された。

## 「ローソンレプリカ」
Z1000Rは「ローソンレプリカ」（通称「ローレプ」、日本国外では “ELR”）というニックネームが付けられた。

## KZ1000S1

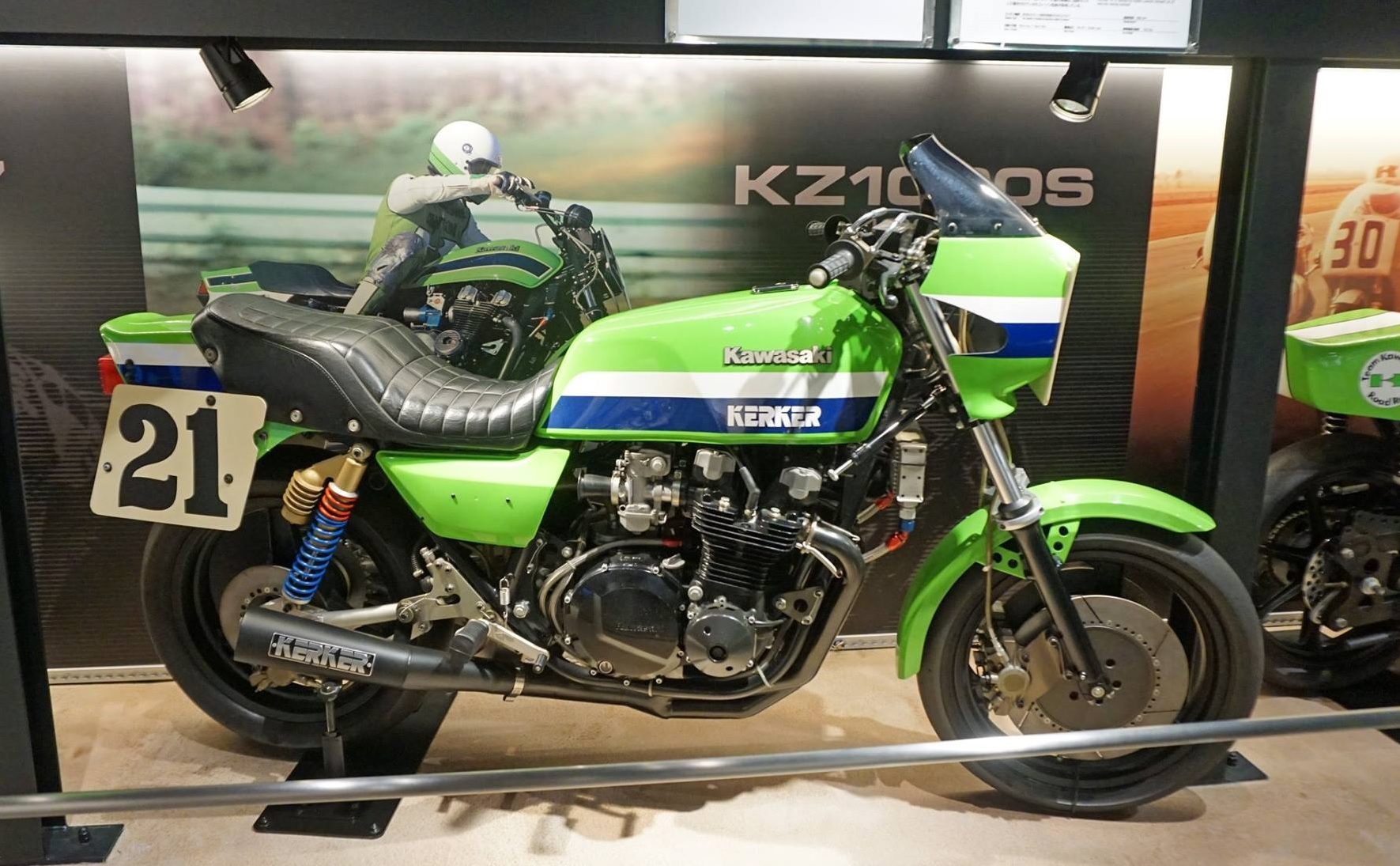
KZ1000S1

USカワサキは1982年にAMAスーパーバイクレース（市販車を改造したマシンによるレース）に参加するプライベートライダー向けにKZ1000J/R用キットパーツを開発し、加工済みフレームにフルキットを組み込んだコンプリート車をKZ1000S1として発売した。このキットパーツはエディ・ローソンが乗るワークスマシーンのノウハウが応用されたものである。

## KZ1000SR1

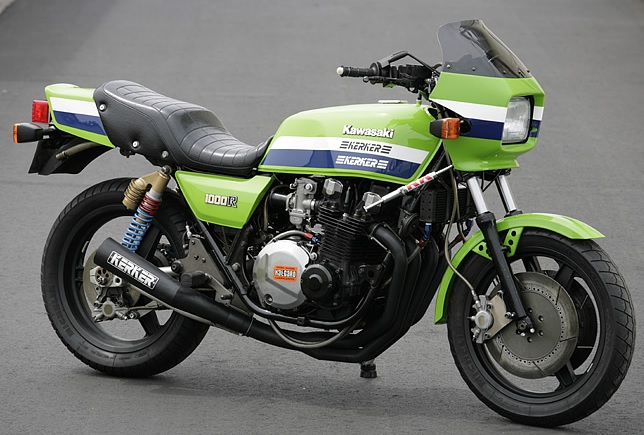
KZ1000SR1

1988年頃にロセンゼルスにファクトリーを構えていたJ-CLASSIC(J-クラシック）は、1982年に少数だけ市販されたプロダクションレーサーのS1や、それに装着されたスペシャルパーツをストックし、市販のKZ1000RをベースとしたS1レプリカを製作し、一般ユーザーにKZ1000SR1として販売を行った。